# Berényi Pál (tanár)
Berényi Pál, születési és 1881-ig használt nevén Hirsch Pál (Kecskemét, 1860. november 2. – Budapest, 1926. október 30.) bölcselettudor, kereskedelmi iskolai tanár, közgazdasági író.

## Élete
Kecskeméten született, ahol apja, Hirsch Mór községi tanító volt. Egyetemi tanulmányait Budapesten végezte, ahol 1883-ban tudori oklevelet nyert. Ezután a Budapest-pécsi vasút igazgatóságánál díjnokoskodott 1884-től 1886. júniusig; ekkor Sopronba került, 1887-ben kinevezték a soproni kereskedelmi akadémiához tanárnak, a Lähne-féle intézethez. 1888-ban a kereskedelmi szaktárgyakból is tett vizsgát.
Első költeményei Erdősi Zoltán név alatt a Kecskemét c. lapban (1875-79.) jelentek meg. 1884-től munkatársa volt a Harmonia c. lapnak, melyben könyvbírálatokat és színházi kritikákat közölt; ilyen irányú cikkei jelentek meg az Ábrányi Emil által szerkesztett Koszorúban (1885-86.), a Pesti Hirlapban (1884. 223.), Fővárosi Lapokban (1885-1886. 1888.), Irodalomban (1886.) és a Pesti Naplóban (1886. 115. 163.), Könyvbírálatokat írt a Zachár-féle Gyakorlati Keresk. Tudományok c. folyóiratba. Kereskedelmi cikkei a soproni állami kereskedelmi akadémia Értesítőjében (1888.), a bécsi Kaufmännische Zeitschriftben (1890.) és a Sopron c. lapban (1890. Váradi Antalról) jelentek meg.

## Munkái
- A logikai álláspontokról. Budapest, 1883
- Elbeszélések. Budapest, 1887
- A könyvvitel és kereskedelmi levelezés kézikönyve. Sopron, 1889 (ism. Pesti Napló 1889. 240. sz.)
- Sopron megye. Budapest, 1895
- Kereskedelmi jog. Pozsony, 1900
- Államszámviteltan. Pozsony, 1901
- A magyar váltójog. Pozsony, 1901
- Kereskedelem-isme. Pozsony, 1902
- Skerlecz Miklós báró művei. Budapest, 1914

Szerkesztette a Harmonia c. lapot 1885-ben augusztusig, amikor Művészeti Szemle címmel új kritikai folyóiratot adott ki, melybe szépirodalmi s kritikai tanulmányokat írt.